# Cinema (álbum de Rodrigo Leão)
Cinema foi o sexto trabalho e quarto álbum de originais de Rodrigo Leão, produzido em 2004 e considerado um dos melhores discos editados nesse ano pelo editor da revista americana Billboard. Conta com a participação de, entre outros, o japonês Ryuichi Sakamoto, a britânica Beth Gibbons (Portishead), a portuguesa Sónia Tavares (The Gift) e a brasileira Rosa Passos. Foi o primeiro trabalho de Rodrigo Leão sem qualquer faixa com letra ou título em latim, mas apenas línguas de uso comum (português, inglês ou francês).

## Faixas
| Faixa | Título               | Música                          | Letra                        | Participação especial                      | Duração |
| ----- | -------------------- | ------------------------------- | ---------------------------- | ------------------------------------------ | ------- |
| 1     | Cinema               | Rodrigo Leão                    | —                            | —                                          | 02:42   |
| 2     | Rosa                 | Rodrigo Leão e Ryuichi Sakamoto | Ana Carolina                 | Rosa Passos (voz) Ryuichi Sakamoto (piano) | 04:06   |
| 3     | Lonely Carousel      | Rodrigo Leão                    | Beth Gibbons                 | Beth Gibbons (voz)                         | 03:34   |
| 4     | A Comédia de Deus    | Rodrigo Leão                    | —                            | —                                          | 03:24   |
| 5     | Jeux D'amour         | Rodrigo Leão                    | Ana Carolina                 | Helena Noguerra (voz)                      | 04:14   |
| 6     | Memórias             | Rodrigo Leão                    | —                            | —                                          | 03:37   |
| 7     | A Cidade Queimada    | Rodrigo Leão                    | —                            | —                                          | 01:20   |
| 8     | Deep Blue            | Rodrigo Leão                    | Sónia Tavares e Rodrigo Leão | Sónia Tavares (voz)                        | 04:11   |
| 9     | Uma História Simples | Rodrigo Leão                    | —                            | —                                          | 01:53   |
| 10    | Happiness            | Rodrigo Leão                    | Ana Carolina                 | Sónia Tavares (voz)                        | 03:13   |
| 11    | O Último Adeus       | Rodrigo Leão                    | —                            | —                                          | 01:37   |
| 12    | La Fête              | Rodrigo Leão                    | Ana Carolina                 | Helena Noguerra (voz)                      | 03:20   |
| 13    | A Estrada            | Rodrigo Leão                    | —                            | —                                          | 03:00   |
| 14    | L'Inspecteur         | Rodrigo Leão                    | Ana Carolina                 | Sónia Tavares (voz)                        | 04:11   |
| 15    | António              | Ryuichi Sakamoto                | —                            | Ryuichi Sakamoto (piano)                   | 04:20   |

## Créditos
- Rodrigo Leão – sintetizadores e piano
- Viviena Tupikova – violino
- Jano Lisboa – viola
- Nelson Ferreira – violoncelo
- Celina da Piedade – acordeão
- Luís San Payo – bateria
- Luís Aires – baixo
- João Portela – guitarra eléctrica

### Participações especiais
- Beth Gibbons – voz em Lonely Carousel
- Helena Noguerra – voz em Jeux D'amour e La Fête
- Rosa Passos – voz em Rosa
- Ryuichi Sakamoto – piano em Rosa e António
- Sónia Tavares – voz em Deep Blue, Happiness e L’Inspecteur

### Outras participações
- Nuno Gonçalves – xilofone
- Pedro Jóia – guitarra
- Pedro Oliveira – guitarra eléctrica
- Tiago Lopes – baixo e guitarra eléctrica
- Pedro Wallenstein – contrabaixo
- Ruben Costa – loop de guitarra eléctrica
- Pedro Gaspar – clarinete
- Tomás Pimentel – trompete
- Claus Nymark – trombone

## Prémios e distinções
Esta é uma lista de prémios e distinções atribuídos a Rodrigo Leão relativamente ao seu álbum Cinema:
| Ano  | Entidade                      | Prémio ou distinção       | Categoria                            | Resultado                                      |
| ---- | ----------------------------- | ------------------------- | ------------------------------------ | ---------------------------------------------- |
| 2005 | Revista Billboard (EUA)       | Melhores de 2004 (Top 10) | Melhores álbuns: Cinema              | n.º 2 («The best chill-out album of the year») |
| 2005 | Televisão SIC / Revista Caras | Globos de Ouro 2004       | Música: Melhor Intérprete Individual | Vencedor                                       |